# Pescanova
Nueva Pescanova S.L. ist ein spanischer Fischereikonzern mit Sitz an der galicischen Atlantikküste in der Gemeinde Chapela-Redondela (Provinz Pontevedra), nordöstlich von Vigo, dem bedeutendsten Fischereihafen der Welt, der die zentrale Operationsbasis des Konzerns ist.
Das Unternehmen ist mit einem Umsatz von über 1 Mrd. Euro und annähernd 12.000 Mitarbeitern in 19 Ländern (davon etwa 3.500 in Spanien), rund 60 eigenen Schiffen und jährlich erzeugten 150.000 Tonnen an Fischereiprodukten das größte Fischereiunternehmen Europas und zählt zu den fünf weltgrößten Unternehmen der Branche sowie zu den bedeutendsten Lebensmittelunternehmen Spaniens.

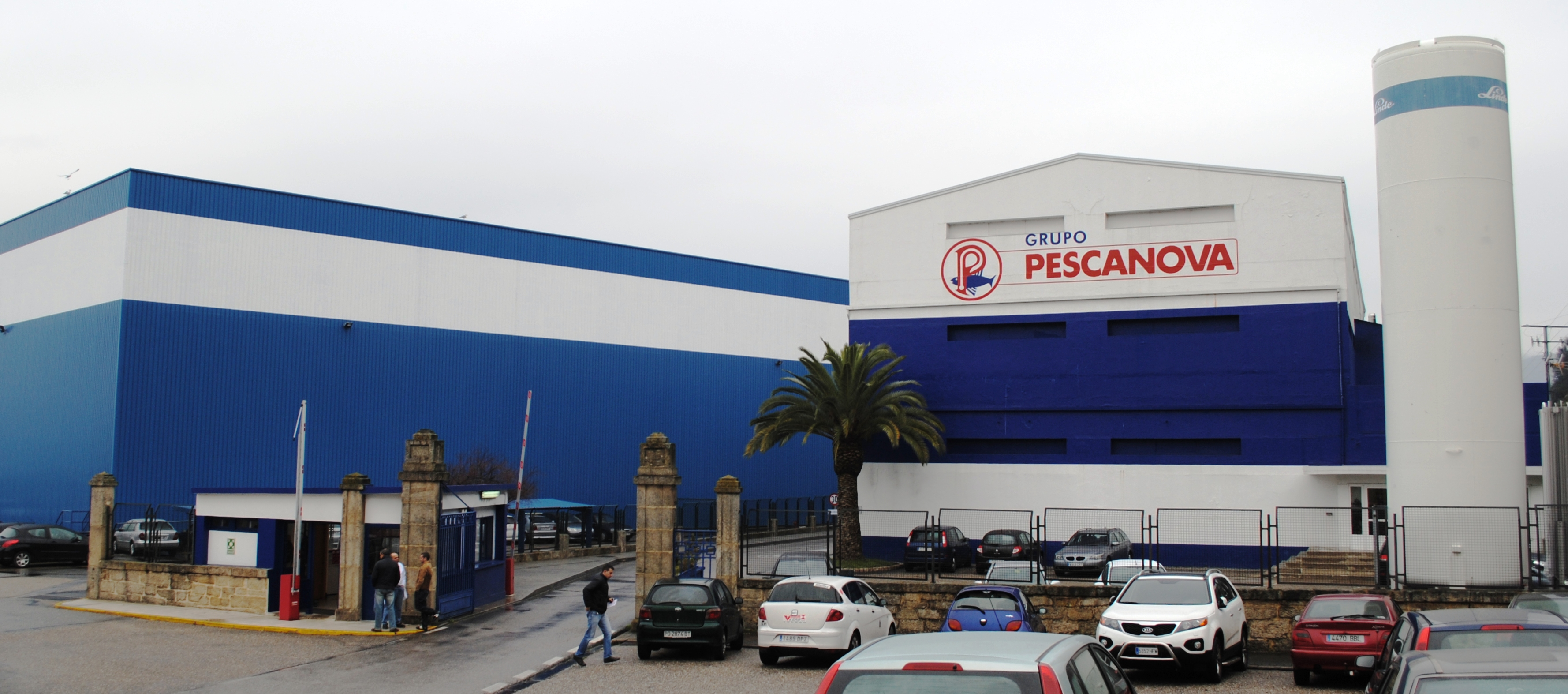
Firmensitz in Chapela-Redondela

Pescanova wurde 1960 in Vigo von José Fernández López gegründet (nach Beratung u. a. durch Valentín Paz-Andrade) und war von Beginn an mit modernster Ausrüstung, insbesondere damals noch außergewöhnlichen Fabrikschiffen ausgestattet. Seit 1980 steht es unter der Leitung seines Sohnes Manuel Fernández de Sousa-Faro. Das seit 1985 an der Madrider Börse notierte Unternehmen ist durch zahlreiche Tochtergesellschaften in rund 80 Ländern aktiv, mit Verarbeitungsstätten in Spanien, Portugal, Namibia, Nicaragua, Honduras, Chile (Lachs), Ecuador (Shrimps) und anderen Staaten.
Am 15. April 2013 musste Pescanova Insolvenz anmelden, nachdem bereits seit einiger Zeit finanzielle Probleme bestanden und zuletzt Unregelmäßigkeiten bei der Buchhaltung (höhere Schulden als in den Büchern ausgewiesen) aufgedeckt wurden. Außerdem gab der Firmenchef erhebliche Aktienverkäufe zu, die der Börsenaufsicht nicht gemeldet worden waren.
In 2015 wurde die Firma Pescanova S.A. restrukturiert und als Nueva Pescanova, S.L. neu gegründet. Größter Anteilseigner mit 97 % ist das Finanzinstitut Abanca Corporacion Bancaria S.A.